# Vladimír Franz

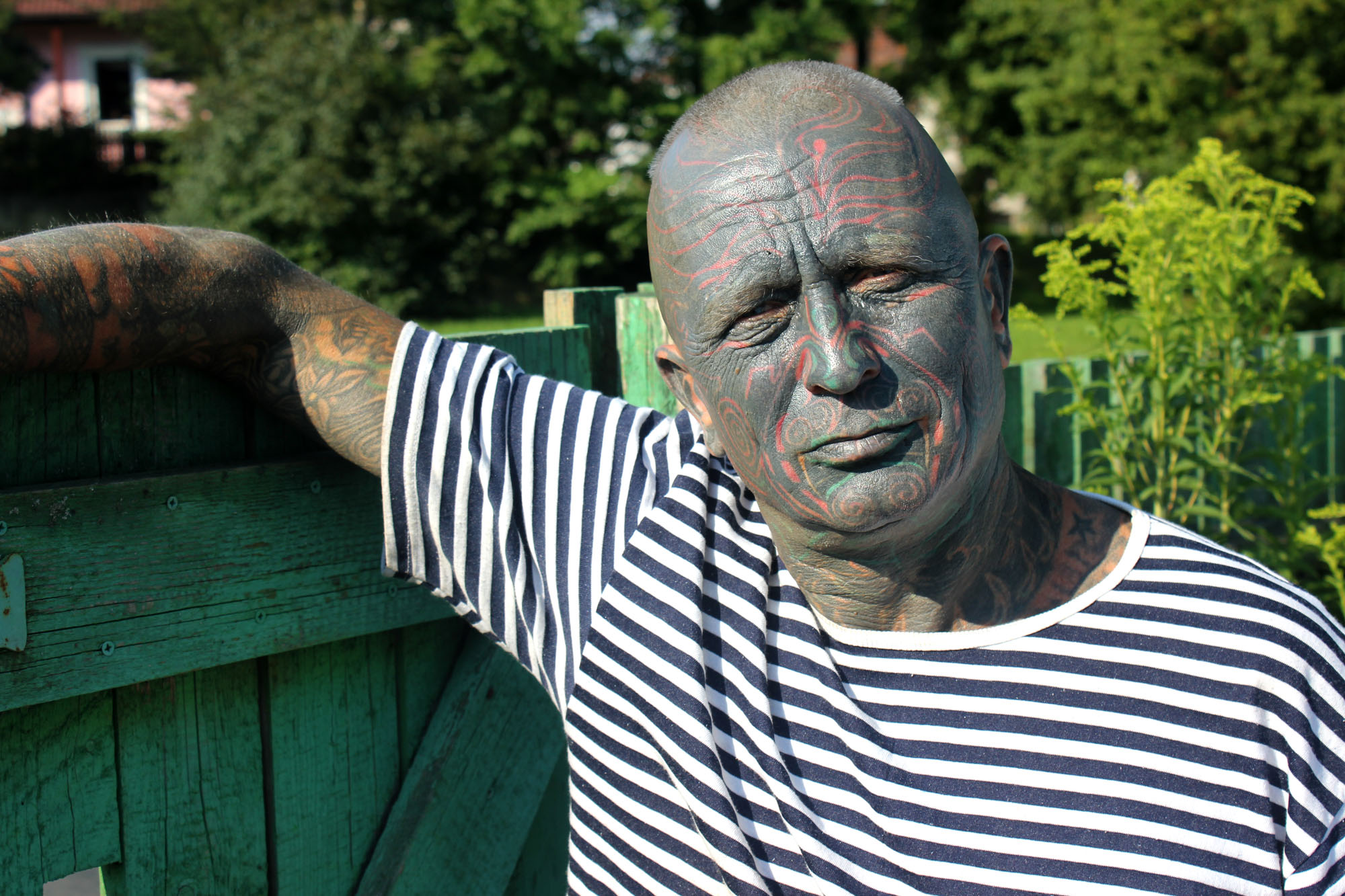
giáo sư Vladimír Franz

Vladimir Franz (sinh ngày 25 tháng 10 năm 1959), là một họa sĩ và nhà soạn nhạc người cộng hòa Séc. Vào năm 1982, ông đã tốt nghiệp trường Đại học luật ở Praha, sau đó ông đi sâu nghiên cứu chuyên ngành luật và tốt nghiệp tiến sĩ. Tuy nhiên con đường sự nghiệp mà ông chọn lại không phải là một luật sư hay một quan tòa. Thay vào đó ông Franz lại tìm đến con đường nghệ thuật. Sau khi học nhạc và hội họa, ông đã trở thành một giảng viên tại trường đại học cho đến bây giờ.
Ông xăm da trên 80% thân thể cả trên đầu. Năm 2012 ông ấy loan báo ứng cử làm tổng thổng của cộng hòa Séc. Cuộc tuyển cử sẽ diễn ra vào tháng 1 năm 2013.